# Barcău
El Barcău o Bereteu (Berettyó en hongarès) és un riu que té el seu origen al comtat de Sălaj (Romania). Es tracta d'uns 167 quilometres (104 mi) llarg amb una àrea de divisòria d'aigües 5,812 km2 (2,244 sq mi) :22 Després de creuar el comtat de Bihor a Romania i el comtat de Hajdú-Bihar i Békés a Hongria, desemboca al Sebes-Körös (en romanès: Crișul Repede) prop de Szeghalom. La seva longitud a Romania és de 134 km (83 mi).
L'abast superior del Barcău, aigües amunt de la cruïlla amb el Răchita, s'anomena localment Ștei, Berchesei o Bărcașu. L'abast entre les cruïlles amb la Răchita i la Toplița es coneix localment com la Tusa. El nom de Barcău només s'utilitza després de la seva confluència amb el Toplița.

## Ciutats i pobles
Les ciutats i pobles següents es troben al llarg del riu Barcău, de la font a la desembocadur són, a Romania, Valcău de Jos, Boghiș, Nușfalău, Ip, Suplacu de Barcău, Balc, Abram, Marghita, Abrămuț, Chișlaz, Sălard, Tămășeu, i a Hongria, Kismarja, Pocsaj, Gáborján, Berettyóújfalu, Szeghalom.

## Afluents
Els rius següents són afluents del riu Barcău (de la font a la desembocadura):
- Esquerra: Valea Răchitelor, Toplița, Iaz, Valea Mare, Groapa, Cerăsei, Marca, Borumlaca, Săldăbagiu, Bistra, Valea Albă, Tria, Valea Fânețelor, Almaș, Valea Vițeilor, Fâneața Mare, Crișul Mic.
- Dreta: Comăneasa, Ip, Camăr, Curătura, Dijir, Inot, Cheț, Valea Lacului, Făncica, Sânnicolau, Roșiori, Ier.